# Pietro Turchetti
Pietro Mario Emilio Turchetti (Catania, 7 dicembre 1949) è uno scrittore e saggista italiano.

## Biografia
Studioso di simbolismo, metafisica, fortificazioni antiche e moderne e studi tradizionali, ha pubblicato diversi libri per varie case editrici italiane.
Nel 1998 fonda la Turchetti Automobili per la costruzione di auto da corsa e sportive. Nel 1999, su invito della Scuderia del Portello, presenta al Centro Direzionale Alfa Romeo di Arese il suo prototipo biposto-corsa coupé Raptus P4 ed in seguito, nel 2007 a Monza, la sua variante stradale Raptus Overfast GT.
Ha scritto diversi libri prevalentemente su materie spirituali ed esoteriche, ma anche su luoghi e castelli della Sicilia.
Ha tenuto conferenze per la Fondazione Famiglia Piccolo di Calanovella e per l’Istituto Mongitore. Nel 2005, per conto dell’Istituto Italiano dei Castelli, ha collaborato all’ideazione di un cortometraggio per Rai Educational.
Suo padre fu il medico Aldo Turchetti.

## Opere
- Il filosofo incognito. Louis Claude de Saint Martin. Storia del martinismo e degli ordini martisti (Edizioni Arktos, 1995);
- Guida ai Castelli Siciliani (Edizioni Pegaso, 1996)
- Città morte di Sicilia (Edizioni L’Epos, 2007)
- Amphiteatrum Spagiricum (Edizioni Arktos, 2007)
- De Secreta Architectura (Tipheret, 2013)
- Storia del Martinismo e degli Ordini Martinisti (Tipheret, 2013)
- Un tempo diverso (Italic & Pequod, 2016)
- Occasioni mancate (Italic & Pequod, 2018)